# 巴黎皇家宮殿
皇家宮殿（法語：Palais-Royal，法語發音：[pa.lɛ ʁwa.jal]）是位於法國首都巴黎第一區的宮殿建築，與羅浮宮的北翼遙遙相對。它的著名前院與巴黎皇家宮殿廣場之間由达尼埃尔·比朗設計的石柱所相隔。自拿破崙時期建設的里沃利路，這個廣場被喬治-歐仁·奧斯曼擴建為今天的模樣。
此處最早為17世紀的法國首相黎塞留的官邸，現今則為最高行政法院、憲法委員會、文化及通訊部等法國政府機關的所在地。

## 歷史

Palais-Royal, Paris

### 紅衣主教官邸
皇家宫殿的原型于1634年建成，为法国首相黎塞留的官邸，当时命名红衣主教官邸（法語：Palais-Cardinal）。1642年，黎塞留去世，他的官邸被收成为法国皇家财产，取新名皇家宫殿。
1643年，法国王路易十三驾崩，其儿子路易十四和太后安妮·德·奥地利短暂居住于此，后来迁宫到罗浮宫，最后到凡尔赛宫。

## 外部連結
- 巴黎皇家宮殿
- 衛星圖像 （页面存档备份，存于）

1. ↑  .   [2025-03-19]. （原始内容存档于2025-01-13）.